# 이브라힘 나시르
이브라힘 나시르(디베히어: އިބްރާހިމް ނާޞިރު, 영어: Ibrahim Nasir, 1926년 9월 2일~2008년 11월 22일)로 알려진 널리 이브라힘 나시르 라나반데일리 킬레게판(디베히어: އިބްރާހިމް ނާޞިރު ރަންނަބަނޑޭރި ކިލޭގެފާނު)은 몰디브의 정치인으로 비동맹 이념을 고수했으며 확고한 반제국주의자였다. 나시르는 군주제 하에서 1957년부터 1968년까지 몰디브의 총리를 지냈고, 이후 1968년부터 1978년까지 몰디브의 제2대 대통령을 역임했다. 나시르는 2선(1선은 5년으로 구성)을 했고, 비록 국민의회가 3선에 투표했지만 은퇴하기로 결정했다. 나시르는 몰디브를 대영 제국으로부터 독립하도록 이끈 독립 영웅으로 기억되고, 몰디브에 관광 산업을 설립한 것뿐만 아니라 국가와 경제를 빠르게 현대화하고 발전시킨 것으로도 인정받고 있다.

## 총리직
이브라힘 나시르는 1957년 12월 12일부터 몰디브 제2공화국의 초대 대통령으로 취임할 때까지 무함마드 파레드 디디의 통치하에서 총리로 일했다. 그는 또한 1957년 12월부터 1968년 11월까지 재무부 장관이었다. 나시르는 그의 총리 재임 기간과 이후 대통령 재임 기간 동안 중립을 선호했다. 나시르는 영국의 RAF 간으로부터 영국을 추방하고 그들로부터 독립을 추구하는 것에 열정적이었다. 나시르는 또한 그의 대통령 재임 기간 중 나중에 그것에 대해 그에게 연락한 소련에게 이 기지를 주기를 원하지 않았다.
1965년에 독립을 이루자 몰디브는 영연방에 가입하도록 초대받았다. 나시르가 영연방을 대영 제국 아래의 조직으로 간주했기 때문에 나시르는 이 초대를 거절했다. 그러나 몰디브는 1982년 마우문 압둘 가윰의 재임 기간 동안 영연방에 가입할 것이다.
나시르는 세계 국가들과 우호적인 관계를 유지하는 것을 선호했지만, 나시르의 총리직과 대통령직 모두 몰디브의 이전 식민지 지배자와의 긴장된 관계로 특징지어졌다.

## 대통령직
이브라힘 나시르는 1968년 11월 11일 몰디브 공화국의 두 번째 대통령으로 취임했다. 나시르는 대통령으로서 비동맹 정책을 추구했다. 그의 외교 정책은 전 세계 국가들과 긍정적인 관계를 수립하고 유지하는 것을 포함했고, 나시르는 관광에 투자하는 것이 그의 외교 정책을 발전시킬 뿐만 아니라 국가의 발전에도 도움이 될 것이라고 믿었다. 1976년 몰디브는 공식적으로 비동맹 운동에 가입했다.

## 퇴임 이후
나시르의 뒤를 이어 전 교통부 장관이자 전 상임 대표였던 마우문 압둘 가윰 대통령이 이었다. 전 대통령은 1978년 12월 7일 그의 자리에서 사임한 후 싱가포르에서 자가 추방되었다. 1981년 가윰은 부패 혐의와 쿠데타 모의 혐의로 그에게 부재중인 징역형을 선고했지만 그 혐의는 입증되지 않았고 나시르는 사면되었다.
나시르는 가윰 행정부 시절, 특히 가윰 대통령 집권 초기에 광범위한 비판을 받았다. 도로와 신문에 나시르 만화뿐만 아니라 가윰 정부에 의해 조직된 나시르의 외설적인 만화와 함께 몰디브의 거의 모든 큰 섬에서 대규모 집회가 있었다.  정부는 모욕적인 반나시르 노래를 녹음하고 배포했는데, 이 노래는 심지어 전국 라디오에서 재생되기도 했다.

## 사망
2008년 11월 22일, 나시르는 82세의 나이로 싱가포르의 마운트 엘리자베스 병원에서 사망했다. 그의 사인은 알려지지 않았지만, 그는 죽기 전에 그를 괴롭혔던 신장 문제가 있었다. 나시르의 시신은 몰디브로 이송되었고, 그곳에서 11월 23일 말레의 대통령궁인 디뮤지에 그의 시신이 전시되었다. 몰디브에서는 이날을 국경일로 선포했고, 수만 명의 몰디브인들이 나시르의 시신을 보기 위해 몰려들었다. 대통령궁에서는 모하메드 나시드 전 대통령도 나시르를 추모하는 사람들 중 한 명이었다. 그의 장례식 기도는 2008년 11월 24일 월요일 파즈르(새벽) 기도 후 압둘 마지드 압둘 바리 박사가 이끌었다. 장례식 기도 후 나시르는 금요 모스크(후쿠루 미스키)에 딸린 묘지에 새벽에 안치되었다. 나시르의 유족으로는 손자 이브라힘 아흐메드 나시르, 모하메드 나시르, 사메 아흐메드 나시르, 사마 아흐메드 나시르가 있다. 그의 다른 두 아들인 알리 나시르와 무함마드 나시르는 아버지보다 몇 년 먼저 세상을 떠났다.